# Наташа Зверева
Наталија „Наташа” Маратовна Зверева (рус. Наталья Маратовна „Наташа” Зверева, блр. Наталля „Наташа” Маратаўна Зверава; Минск, 16. април 1971) је белоруска тенисерка, која је професионално играла тенис од 1988. до 2003. године. Њена највиша позиција на ВТА листи је 5. место у појединачној конкуренцији и 1. место у конкуренцији парова.

## Каријера
Зверева је, као јуниорка, освојила Вимблдон 1986. и Отворено првенство САД 1987. године.
Током своје професионалне каријере, Зверева је освојила четири титуле појединачно и чак 80 у конкуренцији парова. Осамнаест од тих 80 су Гренд слем титуле: пет са Вимблдона, четири са Отвореног првенства САД, пет са Отвореног првенства Француске и четири са Отвореног првенства Аустралије. Она је једна од три тенисерке које су освојиле све четири гренд слем титуле у конкуренцији женских парова. Друге две су Мартина Навратилова и Пем Шрајвер.
Такође, освојила је Отворено првенство Аустралије у мешовитим паровима, и то двапут. Први пут је то било 1990. са Џимом Пахом, а други пут 1995. са Риком Личом.
Још један њен велики успех је бронзана медаља у конкуренцији женских парова на Олимпијским играма 1992. у Барселони. Тада се није такмичила ни за једну државу, већ као независни спортиста.
Њен најбољи резултат на гренд слем турнирима појединачно је финале Отвореног првенства Француске 1988. године. На путу до финала, победила је много боље рангиране тенисерке од ње, које су биле и међу првим носиоцима на овом турниру, као што су Мартина Навратилова (4. коло) и Хелена Сукова (четвртфинале). Изгубила је у финалу од Штефи Граф, и то разочаравајућим резултатом, 6-0, 6-0. Граф је те године освојила сва четири гренд слем турнира, као и златну медаљу на Олимпијским играма 1988. у Сеулу.
У професионалној конкуренцији такмичила се до 2003. године. Последњи гренд слем који је одиграла био је Вимблдон 2002. године, у женским паровима, где је изгубила већ у 2. колу.
Данас, Зверева живи у Минску и понекад игра егзибиционе мечеве у паровима.

## Гренд слемфинала

### Појединачно

#### Порази (1)
| Година | Турнир                       | Противница у финалу | Резултат |
| 1988   | Отворено првенство Француске | Штефи Граф          | 6–0, 6–0 |

### Женски парови (31)

#### Победе (18)
| Година | Турнир                            | Партнерка               | Противнице у финалу                    | Резултат         |
| 1989   | Отворено првенство Француске (1)  | Лариса Савченко Неиланд | Штефи Граф Габријела Сабатини          | 6–4, 6–4         |
| 1991   | Вимблдон (1)                      | Лариса Савченко Неиланд | Ђиђи Фернандез Јана Новотна            | 6–4, 3-6, 8-6    |
| 1991   | Отворено првенство САД (1)        | Пем Шрајвер             | Јана Новотна Лариса Савченко Неиланд   | 6–4, 4-6, 7-6(5) |
| 1992   | Отворено првенство Француске (2)  | Ђиђи Фернандез          | Кончита Мартинез Аранча Санчез Викарио | 6–3, 6–2         |
| 1992   | Вимблдон (2)                      | Ђиђи Фернандез          | Јана Новотна Лариса Савченко Неиланд   | 6–4, 6–1         |
| 1992   | Отворено првенство САД (2)        | Ђиђи Фернандез          | Јана Новотна Лариса Савченко Неиланд   | 7–6(4), 6–1      |
| 1993   | Отворено првенство Аустралије (1) | Ђиђи Фернандез          | Пем Шрајвер Елизабет Смајли            | 6–4, 6–3         |
| 1993   | Отворено првенство Француске (3)  | Ђиђи Фернандез          | Јана Новотна Лариса Савченко Неиланд   | 6–3, 7–5         |
| 1993   | Вимблдон (3)                      | Ђиђи Фернандез          | Јана Новотна Лариса Савченко Неиланд   | 6–4, 6–7(9), 6–4 |
| 1994   | Отворено првенство Аустралије (2) | Ђиђи Фернандез          | Пети Фендрик Мередит Мекгарт           | 6–3, 4–6, 6–4    |
| 1994   | Отворено првенство Француске (4)  | Ђиђи Фернандез          | Линдси Давенпорт Лиса Рејмонд          | 6–2, 6–2         |
| 1994   | Вимблдон (4)                      | Ђиђи Фернандез          | Јана Новотна Аранча Санчез Викарио     | 6–4, 6–1         |
| 1995   | Отворено првенство Француске (5)  | Ђиђи Фернандез          | Јана Новотна Аранча Санчез Викарио     | 6–7(6), 6–4, 7–5 |
| 1995   | Отворено првенство САД (3)        | Ђиђи Фернандез          | Бренда Шулц-Мекарти Рене Стабс         | 7–5, 6–3         |
| 1996   | Отворено првенство САД (4)        | Ђиђи Фернандез          | Јана Новотна Аранча Санчез Викарио     | 1–6, 6–1, 6–4    |
| 1997   | Отворено првенство Аустралије (3) | Мартина Хингис          | Линдси Давенпорт Лиса Рејмонд          | 6–2, 6–2         |
| 1997   | Отворено првенство Француске (6)  | Ђиђи Фернандез          | Мери Џо Фернандез Лиса Рејмонд         | 6–2, 6–3         |
| 1997   | Вимблдон (5)                      | Ђиђи Фернандез          | Никол Арент Манон Болеграф             | 7–6(4), 6–4      |

#### Порази (13)
| Година | Турнир                            | Партнерка               | Противнице у финалу                | Резултат         |
| 1988.  | Вимблдон (1)                      | Лариса Савченко Неиланд | Штефи Граф Габријела Сабатини      | 6–3, 1–6, 12-10  |
| 1989.  | Вимблдон (2)                      | Лариса Савченко Неиланд | Јана Новотна Хелена Сукова         | 6–1, 6-2         |
| 1990.  | Отворено првенство Француске (1)  | Лариса Савченко Неиланд | Јана Новотна Хелена Сукова         | 6–4, 7–5         |
| 1991.  | Отворено првенство Француске (2)  | Лариса Савченко Неиланд | Ђиђи Фернандез Јана Новотна        | 6–4, 6-0         |
| 1995.  | Отворено првенство Аустралије (1) | Ђиђи Фернандез          | Јана Новотна Аранча Санчез Викарио | 6–3, 6–7(3), 6–4 |
| 1995   | Вимблдон (3)                      | Ђиђи Фернандез          | Јана Новотна Аранча Санчез Викарио | 5–7, 7–5, 6–4    |
| 1996.  | Отворено првенство Француске (3)  | Ђиђи Фернандез          | Линдси Давенпорт Мери Џо Фернандез | 6–2, 6–1         |
| 1997.  | Отворено првенство САД (1)        | Ђиђи Фернандез          | Линдси Давенпорт Јана Новотна      | 6–3, 6–4         |
| 1998.  | Отворено првенство Аустралије (2) | Линдси Давенпорт        | Мартина Хингис Мирјана Лучић       | 6–4, 2–6, 6–3    |
| 1998   | Отворено првенство Француске (4)  | Линдси Давенпорт        | Мартина Хингис Јана Новотна        | 6–1, 7–6         |
| 1998   | Вимблдон (4)                      | Линдси Давенпорт        | Мартина Хингис Јана Новотна        | 6–3, 3–6, 8–6    |
| 1998   | Отворено првенство САД (2)        | Линдси Давенпорт        | Мартина Хингис Јана Новотна        | 6–3, 6–3         |
| 1999.  | Отворено првенство Аустралије (3) | Линдси Давенпорт        | Мартина Хингис Ана Курњикова       | 7–5, 6–3         |

### Мешовити парови (4)

#### Победе (2)
| Година | Турнир                            | Партнер | Противници у финалу         | Резултат            |
| 1990.  | Отворено првенство Аустралије (1) | Џим Пах | Зина Гарисон Џексон Рик Лич | 4–6, 6–2, 6–3       |
| 1995.  | Отворено првенство Аустралије (2) | Рик Лич | Ђиђи Фернандез Сирил Сук    | 7–6(4), 6–7(3), 6–4 |

#### Порази (2)
| Година | Турнир                     | Партнер | Противници у финалу           | Резултат    |
| 1990.  | Отворено првенство САД (1) | Џим Пах | Елизабет Смајли Тод Вудбриџ   | 6–4, 6–2    |
| 1991.  | Вимблдон (1)               | Џим Пах | Џон Фицџералд Елизабет Смајли | 7–6(4), 6–2 |

## ВТА финала

### Појединачно (19)

#### Победе (4)
| Легенда          |
| Тијер II (2)     |
| Тијер III (1)    |
| Тијер IV и V (1) |

| Бр. | Датум             | Турнир               | Подлога | Противница у финалу | Резултат      |
| 1.  | 7. јануар 1990.   | Бризбејн, Аустралија | Тврда   | Рејчел Мекилајн     | 6–4, 6–0      |
| 2.  | 14. јануар 1990.  | Сиднеј, Аустралија   | Тврда   | Барбара Паулус      | 4–6, 6–1, 6–3 |
| 3.  | 13. фебруар 1994. | Чикаго, САД          | Тепих   | Ченда Рубин         | 6–3, 7–5      |
| 4.  | 20. јун 1999.     | Истборн, Енглеска    | Трава   | Натали Тозија       | 0–6, 7–5, 6–3 |

#### Порази (15)
| Легенда          |
| Гренд слем (1)   |
| Тијер I (3)      |
| Тијер II (5)     |
| Тијер III (1)    |
| Тијер IV и V (2) |
| ИТФ титуле (3)   |

| Бр. | Датум             | Турнир                          | Подлога | Противница у финалу | Резултат         |
| 1.  | 9. новембар 1986. | Литл Рок, Арканзас, САД         | Тепих   | Кети Риналди        | 6–4, 6–7(7), 6–0 |
| 2.  | 8. новембар 1987. | Литл Рок, Арканзас, САД         | Тепих   | Сандра Сећини       | 0–6, 6–1, 6–3    |
| 3.  | 5. новембар 1987. | Чикаго, САД                     | Тепих   | Мартина Навратилова | 6–1, 6–2         |
| 4.  | 5. јун 1988.      | Париз, Француска                | Шљака   | Штефи Граф          | 6–0, 6–0         |
| 5.  | 19. јун 1988.     | Истборн, Енглеска               | Трава   | Мартина Навратилова | 6–2, 6–2         |
| 6.  | 21. август 1988.  | Монтреал, Канада                | Тврда   | Габријела Сабатини  | 6–1, 6–2         |
| 7.  | 6. новембар 1988. | Вустер, Масачусетс, САД         | Тепих   | Мартина Навратилова | 6–7(4), 6–4, 6–3 |
| 8.  | 9. април 1989.    | Хилтон Хед, Јужна Каролина, САД | Шљака   | Штефи Граф          | 6–1, 6–1         |
| 9.  | 15. октобар 1989. | Москва, СССР                    | Тепих   | Гречен Меџерс       | 6–3, 6–4         |
| 10. | 16. јун 1991.     | Бирмингем, Енглеска             | Трава   | Мартина Навратилова | 6–4, 7–6(6)      |
| 11. | 17. октобар 1993. | Филдерштат, Немачка             | Тепих   | Мери Пирс           | 6–3, 6–3         |
| 12. | 20. март 1994.    | Мајами, Флорида, САД            | Тврда   | Штефи Граф          | 4–6, 6–1, 6–2    |
| 13. | 3. април 1994.    | Хилтон Хед, Јужна Каролина, САД | Шљака   | Кончита Мартинез    | 6–4, 6–0         |
| 14. | 9. октобар 1994.  | Цирих, Швајцарска               | Тепих   | Магдалена Малејева  | 7–5, 3–6, 6–4    |
| 15. | 5. март 1995.     | Индијан Велс, Калифорнија, САД  | Тврда   | Мери Џо Фернандез   | 6–4, 6–3         |